# Valentino Lazaro
Valentino Lando Lazaro (født 24. marts 1996 i Graz) er en østrigsk fodboldspiller, der spiller som offensiv Midtbane i Serie A-klubben Torino FC. Han har tidligere spillet i hjemlandet hos Red Bull Salzburg.